# PCU (film)
PCU è un film del 1994 diretto da Hart Bochner.

## Trama
Il liceale Tom Lawrence visita la Port Chester University e si ritrova coinvolto nella vita quotidiana dei suoi alunni e professori.